# Estanys de l'Angonella
Estanys de l'Angonella är sjöar i Andorra. De ligger i parroquian Ordino, i den nordvästra delen av landet nära gränsen till Frankrike. Estanys de l'Angonella ligger 2 379 meter över havet.
I trakten runt Estanys de l'Angonella förekommer i huvudsak kala bergstoppar.